# Clément Sibony
Pour les articles homonymes, voir Sibony.
Clément Sibony, né le 30 novembre 1976 à Paris, est un acteur de cinéma, de télévision et de théâtre français.

## Biographie
Clément Sibony, élève au cours de théâtre de Blanche Salant et Paul Weaver, fait sa première apparition au cinéma en 1994 dans Emmène-moi de Michel Spinosa.
On le verra à l’affiche de Déjà mort, récit d'une descente aux enfers réalisé en 1998 par Olivier Dahan, puis dans Un dérangement considérable de Bernard Stora, et dans Promenons-nous dans les bois de Lionel Delplanque.
Il joue aux côtés de Romane Bohringer dans l'adaptation télévisuelle faite par Arnaud Sélignac de Aurélien, pièce de Louis Aragon.
On le retrouve également aux côtés de  Isabelle Carré dans L'Envol de Steve Suissa, Audrey Tautou dans À la folie... pas du tout de Lætitia Colombani, et Romain Duris dans Osmose de Raphaël Fejtö.
Clément Sibony apparaît aussi dans les comédies d'auteur indépendantes comme Ze Film de Guy Jacques, puis il partage l'affiche avec Emmanuelle Béart et Charles Berling dans Un fil à la patte de Michel Deville.
Il tourne ensuite sous la direction de Charles Belmont pour la comédie de mœurs Qui de nous deux  et, la même année, il apparaît aux côtés de Sophie Quinton et Nicolas Duvauchelle dans Avril du réalisateur  Gérald Hustache-Mathieu.
En 2007, on a pu le voir dans L'Étrangère de Florence Colombani et L'Âge d'homme... maintenant ou jamais ! de Raphaël Fejtö. En 2011 on le retrouve dans Voir la mer, film de Patrice Leconte. 
Parallèlement il se fait un nom au théâtre, exercice d'acteur qu'il apprécie notamment au côté de Clotilde Courau, dans la pièce de George Bernard Shaw, La Profession de foi de Madame Warren, mise en scène en 2004 à la Comédie des Champs-Élysées par Michel Fagadau.
À partir de 2005, Clément Sibony joue dans de nombreuses pièces de Marcial Di Fonzo Bo, La Tour de Défense de Copi au Festival d’Avignon, La Mère et L'Entêtement.
En 2011, on le retrouve à l’écran dans Let My People Go! de Mikael Buch coécrit par Christophe Honoré.
En 2012, il est à l’affiche de L'Oiseau de Yves Caumon aux côtés de Sandrine Kiberlain (Sélection Mostra internationale de Venise). La même année, il apparaît dans un spot publicitaire pour le parfum Terre d'Hermès de la Maison Hermès.
Le 4 janvier 2014, il participe à l'enregistrement de Into the Blue, le nouveau clip de Kylie Minogue.
En 2016 et en 2018, il est à nouveau choisi pour incarner à l'écran la Maison Hermès pour le parfum Terre d'Hermès.
Il incarne depuis 2020 le rôle d'Abel Herzig dans les deux premières saisons de la série Stalk, diffusée notamment sur la plateforme numérique France.tv Slash.

## Filmographie

### Cinéma

#### Longs métrages
- 1994 : Emmène-moi de Michel Spinosa : Pascal
- 1995 : French Kiss de Lawrence Kasdan : Le garçon boudeur
- 1996 : Portraits chinois de Martine Dugowson : Jean
- 1998 : Sentimental Education de C.S. Leigh : Fabrice
- 1998 : Déjà mort d'Olivier Dahan : Andréa
- 1998 : Un dérangement considérable de Bernard Stora : Franck
- 2000 : Cours toujours de Dante Desarthe : Jonas
- 2000 : Promenons-nous dans les bois de Lionel Delplanque : Matthieu
- 2000 : L'Envol de Steve Suissa : Stan
- 2001 : Garúa de Gustavo Corrado
- 2001 : Le Petit Poucet d'Olivier Dahan : le soldat mourant
- 2002 : À la folie... pas du tout de Lætitia Colombani : David
- 2003 : Osmose de Raphaël Fejtö : Abel
- 2003 : Le Veilleur de Frédéric Brival
- 2003 : Le Intermittenze del cuore de Fabio Carpi : Saul da giovane
- 2003 : Supernova (Expérience #1) de Pierre Vinour : Julien Peyrelevade
- 2004 : Le Grand Rôle de Steve Suissa : Benoît
- 2005 : Ze Film de Guy Jacques : Goran, alias Kubrick
- 2005 : Un fil à la patte de Michel Deville : Antonio
- 2006 : Qui de nous deux de Charles Belmont : R.
- 2006 : Avril de Gérald Hustache-Mathieu : David
- 2006 : L'Étrangère de Florence Colombani : Valentin
- 2007 : L'Âge d'homme... maintenant ou jamais ! de Raphaël Fejtö : Jorge
- 2010 : The Tourist de Florian Henckel von Donnersmarck : Brigadier Rousseau
- 2011 : Voir la mer de Patrice Leconte : Clément
- 2011 : Let My People Go ! de Mikael Buch : Samuel
- 2012 : L'Oiseau d'Yves Caumon : Raphaël
- 2013 : Pour une femme de Diane Kurys : Sacha
- 2014 : Les Nuits d'été de Mario Fanfani : Suzy Corridor
- 2014 : Les Recettes du bonheur de Lasse Hallström : Jean-Pierre
- 2015 : The Walk : Rêver plus haut de Robert Zemeckis : Jean-Louis
- 2015 : Altamira de Hugh Hudson : Émile Cartailhac

#### Courts métrages
- 1991 : Absolution de Jean-Marie Cailleaux
- 1994 : 3000 Scénarios contre un virus segment Le Sida, c'est les autres d'Ivana Massetti
- 1996 : Nicotine de Pablo Lopez Paredes
- 1997 : À fond la caisse de Vincent Rivier : Thomas
- 2002 : Good Luck Mr. Grosky de Félicie Dutertre : le journaliste
- 2004 : Kill and win de Cédric Apikian : Scylla
- 2005 : Rien que des mots de Faïza Guène
- 2011 : Journal d'un frigo de Josephine Derobe
- 2013 : Souviens-moi de Josephine Derobe : Thomas

### Télévision
- 1991 : Des cornichons au chocolat de Magali Clément : Joël
- 1994 : Éclats de famille de Didier Grousset : Jérémie
- 1995 : La Belle de Fontenay de Paule Zajderman : Angelo
- 1996 : L'Embellie de Charlotte Silvera : le jeune à la cigarette
- 1996 : Le Refuge pilote d'Alain Schwartzstein : Jacky
- 1996 : Anne Le Guen Les Raisons de la colère de Stéphane Kurc : William
- 1996 : Le Bébé d'Elsa de Michaël Perrotta : Mauro
- 1996 : Mylène de Claire Devers : Romain
- 2002 : Madame Sans-Gêne de Philippe de Broca : Neipperg
- 2003 : Aurélien d'Arnaud Sélignac : Paul Denis
- 2003 : Les Thibault de Jean-Daniel Verhaeghe : Daniel de Fontanin
- 2003 : Les Jumeaux oubliés de Jérôme Cornuau : Mathieu Bretagne / Adrien
- 2005 : Capitaines des ténèbres de Serge Moati : Péteau
- 2008 : Villa Jasmin de Férid Boughedir : Serge fils
- 2008 : Chez Maupassant： Une soirée de Philippe Monnier : Romantin
- 2008 : Watch the Stars ! d'Elisabeth Joelle Butterfly : Tortu
- 2008 : Les Enfants d'Orion de Philippe Venault : Vincent
- 2009 : La Commanderie de Didier Le Pêcheur : Thomas Cortemain
- 2009 : Revivre de Haim Bouzaglo : Dédé Bohbot
- 2011 : La Double Inconstance de Carole Giacobbi : Arlequin
- 2011 : Illegal Love de Julie Gali (Voix)
- 2013 : Shanghai blues, nouveau monde de Fred Garson[1] : Rémy
- 2020 : Stalk : Abel Herzig
- 2025 : L'Intruse de Shirley Monsarrat : Nicolas

### Clips
- 2007 : To Dry Up de l’album Hope and Sorrow, clip de Wax Tailor réalisé par Laurent King
- 2008 : Figures imposées, clip de Julien Doré
- 2014 : Into the blue, clip de Kylie Minogue réalisé par Dawn Shadforth

## Théâtre
- Les Herbes flottantes de J.S. Fillaud, mise en scène Danny Dittman et Pascal Nidam
- 2001 : Le Phare de Timothée de Fombelle, mise en scène Nicole Aubry, théâtre du Marais
- 2004 : La Profession de Madame Warren de George Bernard Shaw, mise en scène Michel Fagadau, Comédie des Champs-Élysées
- 2004 : L'Autre de Florian Zeller, mise en scène Annick Blancheteau, théâtre des Mathurins
- 2005 : La Tour de la Défense de Copi, mise en scène Marcial Di Fonzo Bo, MC93 Bobigny, théâtre national de Bretagne
- 2006 : La Tour de la Défense de Copi, mise en scène Marcial Di Fonzo Bo, Comédie de Valence, Festival d'Avignon, MC93 Bobigny
- 2006 : Les Poulets n’ont pas de chaises de Copi, mise en scène Marcial Di Fonzo Bo et Élise Vigier, Festival d'Avignon, théâtre de la Ville
- 2009 : La Paranoïa de Rafael Spregelburd, mise en scène Marcial Di Fonzo Bo et Élise Vigier, théâtre national de Chaillot
- 2010 : La Mère de Florian Zeller, mise en scène Marcial Di Fonzo Bo, Petit théâtre de Paris
- 2011 : La Paranoïa de Rafael Spregelburd, mise en scène Marcial Di Fonzo Bo et Élise Vigier, Festival d'Avignon
- 2011 : L’Entêtement de Rafael Spregelburd, mise en scène Marcial Di Fonzo Bo et Élise Vigier, Festival d'Avignon, Maison des arts et de la culture de Créteil, Comédie de Reims, théâtre Gérard Philipe, tournée
- 2012 : L’Entêtement de Rafael Spregelburd, mise en scène Marcial Di Fonzo Bo et Élise Vigier, théâtre Liberté, tournée
- 2018 : Vera de Petr Zelenka, mise en scène Marcial Di Fonzo Bo et Élise Vigier, théâtre de Paris

## Dessin animé
- 2014 : Silex and the City, série de Jul. Clément Sibony interprète le personnage de Rahan de la Pétaudière.